# Makesso
Makesso (auch: Maikesso, Majkiasso, Makiaso, Makiasso, Maykiasso) ist ein Dorf in der Landgemeinde Tchaké in Niger.

## Geographie
Das von einem traditionellen Ortsvorsteher (chef traditionnel) geleitete Dorf befindet sich rund 21 Kilometer nordöstlich des Hauptorts Tchaké der gleichnamigen Landgemeinde, die zum Departement Mayahi in der Region Maradi gehört. Weitere Siedlungen in der Umgebung von Makesso sind Dan Baou im Nordwesten, Maïsansamé im Nordosten, Guidan Gagéré im Osten und Bouzou Tsougounné im Südwesten.
Es herrscht das Klima der Sahelzone vor, mit einer durchschnittlichen jährlichen Niederschlagsmenge zwischen 300 und 400 mm.

## Bevölkerung
Bei der Volkszählung 2012 hatte Makesso 1089 Einwohner, die in 135 Haushalten lebten. Bei der Volkszählung 2001 betrug die Einwohnerzahl 655 in 79 Haushalten und bei der Volkszählung 1988 belief sich die Einwohnerzahl auf 1009 in 129 Haushalten.
Die Bevölkerungsdichte in diesem Gebiet ist für nigrische Verhältnisse hoch.

## Wirtschaft und Infrastruktur
Das Gebiet der Ebenen im südlichen Teil der Region Maradi, in dem Makesso liegt, ist von einer anhaltenden Degradation der ackerbaulichen Flächen gekennzeichnet, die mit der hohen Bevölkerungsdichte in Zusammenhang steht. Ackerbauern aus der Siedlung praktizieren den ertragreichen Streifenanbau.
Im Dorf ist ein Gesundheitszentrum des Typs Centre de Santé Intégré (CSI) vorhanden. Es gibt eine Schule.